# William Hawks
William Bellinger Hawks (29 de janeiro de 1901 - 10 de janeiro de 1969) foi um produtor de cinema americano e irmão do diretor Howard Hawks.

## Carreira
Hawks frequentou a Universidade de Yale onde era membro do Scroll and Key e se formou em 1923. No início de sua carreira, ele foi corretor da bolsa. Durante a década de 1930, Hawks era um agente de talentos de Hollywood e, como tal, trouxe o romancista William Faulkner à atenção de seu irmão Howard Hawks em 1932, tornando-se o agente de Faulkner em Hollywood.
Ele criou a United Producers Corporation em 1940 com Charles Boyer, Ronald Colman, Irene Dunne, Anatole Litvak e Lewis Milestone.

## Vida pessoal
Hawks casou-se com a atriz Bessie Love na Igreja Episcopal de St. James em South Pasadena, Califórnia no dia 27 de dezembro de 1929. Mary Astor, Carmel Myers e Norma Shearer foram suas damas de honra, e Howard Hawks e o prodígio da MGM Irving Thalberg foram os padrinhos. Mary Astor era cunhada de William, casada com seu irmão Kenneth Hawks cuja recepção foi realizada no Ambassador Hotel.
Hawks e Love então viveram nos apartamentos Havenhurst em Hollywood. Eles tiveram uma filha, Patricia Hawks (19 de fevereiro de 1932, Los Angeles), que teve alguns pequenos papéis em filmes de 1952. O casal separou em 1936.
Ele se casou com a atriz Virginia Walker (31 de julho de 1916, Boston, Massachusetts - 23 de dezembro de 1946, Los Angeles) no final de junho de 1938 no México. Ela interpretou a Srta. Alice Swallow no filme de comédia Bringing Up Baby (1938), seu primeiro papel no cinema. Eles se divorciaram em 1942. Casou-se novamente em 3 de outubro de 1951 com a socialite de Boston Frances Koshland Judge (1916–1993) em West Los Angeles, pelo juiz municipal Louis Kaufmann.
Hawks morreu em Santa Mônica, Califórnia de uma doença respiratória, em 10 de janeiro de 1969.

### Croquet
Ele era membro da United States Croquet Association e foi introduzido postumamente em seu Croquet Hall of Fame em 1981, assim como seu irmão Howard em 1980. O produtor frequentemente praticava  o esporte junto com o ator George Sanders, que também foi um homenageado póstumo em 1980. Hawks costumava jogar com um taco Jaques, assim como o intérprete.

## Filmografia
- My Life with Caroline (1941)
- The Tall Men (1955)
- The Last Wagon (1956)
- The Law and Jake Wade (1958)
- Imitation General (1958)